# Attheyella trispinosa
Attheyella trispinosa är en kräftdjursart som först beskrevs av Brady 1880.  Attheyella trispinosa ingår i släktet Attheyella och familjen Canthocamptidae. Inga underarter finns listade i Catalogue of Life.